# مجلس خلق سوریه
پس از سقوط رژیم اسد در دسامبر ۲۰۲۴، انتظار می‌رود مجلس خلق در سوریه تشکیل شود. در دوران بعثی‌ها، این مجلس متشکل از ۲۵۰ عضو بود که برای دوره‌های چهار ساله در ۱۵ حوزه انتخابیه چند کرسی انتخاب می‌شدند. در مقابل، در دوره انتقالی، این مجلس متشکل از ۱۵۰ عضو خواهد بود که برای یک دوره ۳۰ ماهه قابل تمدید خدمت می‌کنند. از این تعداد، ۱۰۰ عضو توسط کمیته‌ای در ۱۴ استان انتخاب می‌شوند، در حالی که ۵۰ نفر باقی مانده توسط رئیس‌جمهور منصوب می‌شوند.